# Ocotea leucophloea
Ocotea leucophloea är en lagerväxtart som först beskrevs av Nees & Mart., och fick sitt nu gällande namn av L.C.S.Assis & Mello-silva. Ocotea leucophloea ingår i släktet Ocotea och familjen lagerväxter. Inga underarter finns listade i Catalogue of Life.